# Жугастрівський повіт (Трансністрія)
Жуга́стрівський пові́т (рум. Județul Jugastru) — один із тринадцяти повітів губернаторства Трансністрія в роки Другої світової війни. Містився на території нинішньої Вінницької області України. Центром повіту був Ямпіль.

## Історія
Утворений 19 серпня 1941 указом № 1 про створення цивільної адміністрації Трансністрії, у якому йшлося про територіальні межі та призначення цивільного губернатора Трансністрії в особі професора Георге Алексяну, тимчасовим місцем перебування якого було визначено Тирасполь. 

## Положення
Лежав у північній частині Придністров'я. Межував на півночі з Могилівським, на сході — з Тульчинським, на півдні — з Рибницьким і на південному сході — з Балтським повітом губернаторства Трансністрія. Західна межа проходила річкою Дністер, за якою лежав Сороцький повіт губернаторства Бессарабія.

## Адміністративно-територіальний поділ
Адміністративним центром, де перебував префект повіту, було місто Ямпіль. Повіт поділявся на чотири райони: Крижопільський (рум. Raionul Crijopol), Томашпільський (рум. Raionul Tomaspol), Чернівецький (рум. Raionul Cernovăț) та Ямпільський (рум. Raionul Iampol).